# Δ-Decalacton
δ-Decalacton ist eine organisch-chemische Verbindung und gehört zu der Klasse der Lactone. Es kommt als Aromastoff in Lebensmitteln – insbesondere Milchprodukten – vor und ist ein Schlüsselaromastoff von Butter.

## Isomere
δ-Decalacton kommt in zwei enantiomeren Formen [(R)-δ-Decalacton und (S)-δ-Decalacton] vor. Das 1:1-Gemisch beider Verbindung, das Racemat, wird als (RS)-δ-Decalacton bezeichnet.
| Isomere von δ-Decalacton |                                     |                                     |
| Name                     | (S)-δ-Decalacton                    | (R)-δ-Decalacton                    |
| Strukturformel           | Strukturformel von (S)-δ-Decalacton | Strukturformel von (R)-δ-Decalacton |
| CAS-Nummer               | 59285-67-5                          | 2825-91-4                           |
| CAS-Nummer               | 705-86-2 (Racemat)                  |                                     |
| EG-Nummer                | –                                   | –                                   |
| EG-Nummer                | 211-889-1 (Racemat)                 |                                     |
| ECHA-Infocard            | –                                   | –                                   |
| ECHA-Infocard            | 100.010.810 (Racemat)               |                                     |
| PubChem                  | 6566010                             | 1714996                             |
| PubChem                  | 12810 (Racemat)                     |                                     |
| FL-Nummer                | 10.007 (Racemat)                    | 10.007 (Racemat)                    |
| Wikidata                 | Q27273761                           | Q27256617                           |
| Wikidata                 | Q27159530 (Racemat)                 |                                     |

## Vorkommen

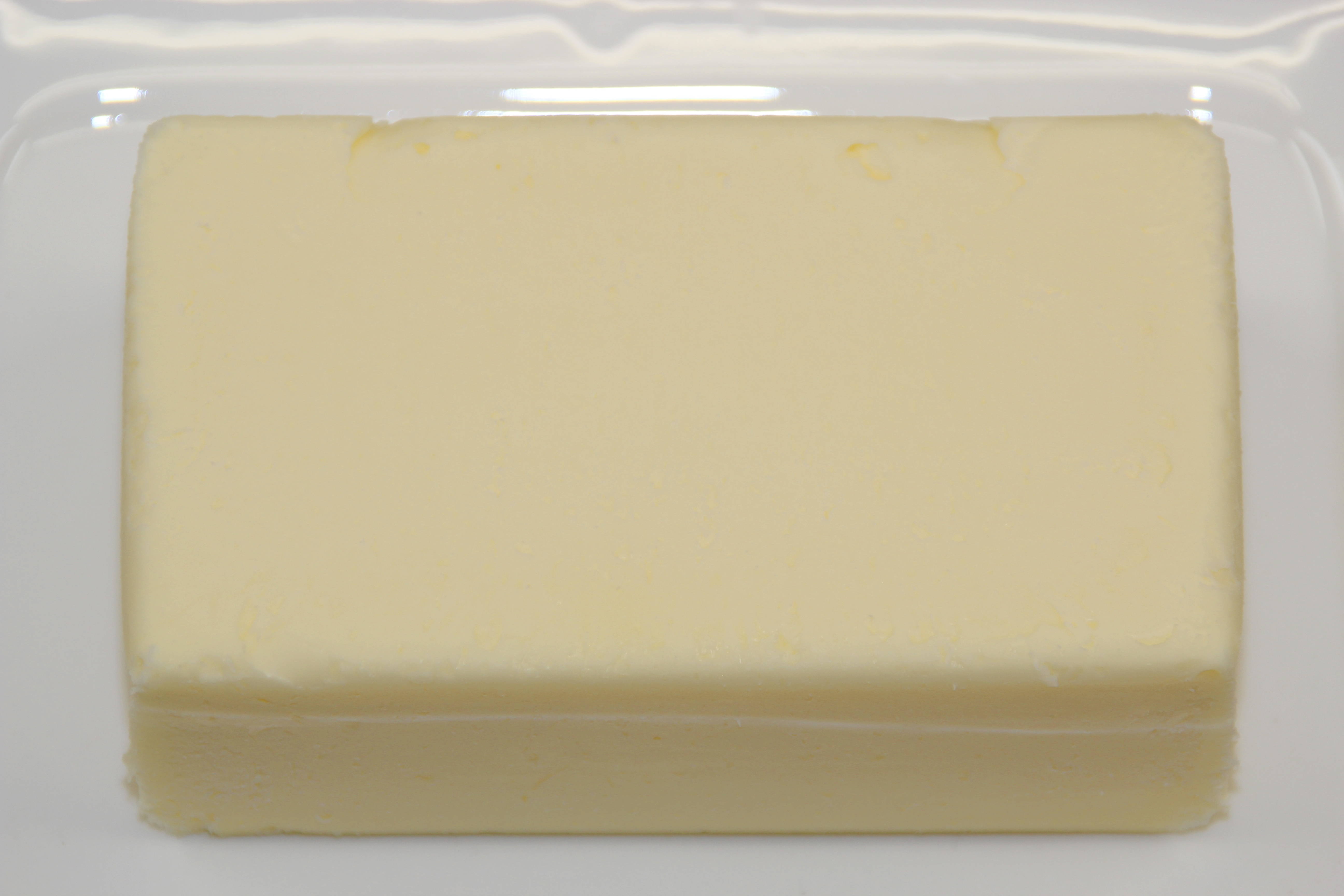
Das Aroma von Butter wird wesentlich durch δ-Decalacton bestimmt.

δ-Decalacton kommt in verschiedenen Lebensmitteln als Aromastoff vor. Es ist einer der wichtigsten Bestandteile des Butteraromas und trägt auch zum Aroma weiterer Milchprodukte wie H-Milch und verschiedenen Käsen bei. Daneben kommt es auch in verschiedenen Früchten wie Pfirsich, Aprikose, Kokosnuss oder Himbeere vor. In Fleisch sorgt es für ein Fehlaroma.
In den meisten Quellen außer Himbeeren liegt größtenteils die (R)-Form vor.

## Gewinnung und Darstellung
In der Natur entsteht δ-Decalacton in mehreren Schritten aus Linolsäure. Dabei wird die Kohlenstoffkette durch β-Oxidation verkürzt. Der direkte Vorläufer des δ-Decalactons ist die 5-Hydoxydecansäure, die unter Ringschluss innermolekular verestert wird.
Industriell kann δ-Decalacton zum Beispiel durch Fermentation aus Massoia-Öl, einem Öl aus der Rinde des tropischen Baumes Cryptocarya massoia, hergestellt werden.
δ-Decalacton (2) wird industriell auch synthetisch hergestellt werden. Es entsteht durch die Oxidation von 2-Pentylcyclopentanon (1) mit einer Peroxycarbonsäure (Baeyer-Villiger-Oxidation). Die Konfiguration des Ketons bleibt dabei im Lacton erhalten.

## Eigenschaften

### Aromaeigenschaften
Der Geruch und Geschmack der beiden Enantiomere unterscheiden sich nicht stark voneinander. Wie bei allen Aromastoffen ist die Wahrnehmung unterschiedlich. δ-Decalacton wird in Geschmack und Geruch als kräftig, süß, cremig, kokusnussartig, fruchtig und pfirsichartig wahrgenommen. Andererorts wird das Aroma als milchig-sahnig beschrieben.
Die Geruchsschwelle von δ-Decalacton liegt bei 100 μg/kg Wasser.

### Chemische Eigenschaften
Aus δ-Decalacton kann durch Ringöffnende Polymerisation der Polyester Poly-δ-decalacton hergestellt werden. Auch eine Copolymerisation mit anderen Monomeren ist möglich.

## Verwendung
δ-Decalacton wird als Riechstoff in Parfums und in Butter-, Sahne- und Käsearomen eingesetzt.
Das Polymer Poly-δ-decalacton und einige Copolymere werden aktuell als mögliche bio-basierte Kunststoffe erforscht. Es wird ein Potential dieser Polymere im Bereich des Drug Targeting gesehen.